# Die neuen Zauberer vom Waverly Place
Die neuen Zauberer vom Waverly Place (Originaltitel: Wizards Beyond Waverly Place) ist eine US-amerikanische Sitcom, die seit 2024 vom Disney Channel produziert wird und eine Fortsetzung bzw. eine Nachfolgeserie zu Die Zauberer vom Waverly Place (2007–2012) ist. David Henrie nimmt seine Rolle des Justin Russo erneut auf. Neben Henrie fungiert auch Selena Gomez, die Hauptdarstellerin der Mutterserie, als  Executive Producer.
Die Serie wird seit dem 29. Oktober 2024 im amerikanischen Disney Channel ausgestrahlt. Am darauffolgenden Tag werden die ersten zehn Episoden auf Disney+ veröffentlicht. Im deutschsprachigen Raum soll die Premiere 2025 auf Disney+ und dem Disney Channel erfolgen.

## Handlung
Einige Jahre sind vergangen und Justin Russo hat nach einem mysteriösen Vorfall bei WizTech all seine Zauberkräfte abgegeben. Zusammen mit seiner Frau Giada und den zwei Söhnen Milo und Roman führt er ein sterbliches Leben auf Staten Island. Eines Tages bringt Justins Schwester Alex die Hilfe suchende Billie zu ihm. Die junge Zauberin ist auf der Suche nach einem Mentor und Lehrmeister. Justin stellt sich seiner Vergangenheit, um die Zukunft der Zauberwelt zu retten.

## Besetzung und Synchronisation
| Rolle                | Schauspieler         | Folgen          | Synchronsprecher |
| Hauptdarsteller      | Hauptdarsteller      | Hauptdarsteller | Hauptdarsteller  |
| -------------------- | -------------------- | --------------- | ---------------- |
| Billie               | Janice LeAnn Brown   | 1–              |                  |
| Roman Russo          | Alkaio Thiele        | 1–              |                  |
| Milo Russo           | Max Matenko          | 1–              |                  |
| Justin Russo         | David Henrie         | 1–              |                  |
| Giada Russo          | Mimi Gianopulos      | 1–              |                  |
| Winter               | Taylor Cora          | 2–              |                  |
| Nebendarsteller      |                      |                 |                  |
| Bella Bianchi        | Eleanor Sweeney      | 9–              |                  |
| Bigelow McFigglehorn | Kirsten Vangsness    | 9–              |                  |
| Iggy                 | Sarrie Thompson      | 10–             |                  |
| Gastdarsteller       |                      |                 |                  |
| Alex Russo           | Selena Gomez         | 1, 21           |                  |
| Jerry Russo          | David DeLuise        | 7, 20           |                  |
| Theresa Russo        | Maria Canals-Barrera | 20              |                  |

## Hintergrund
Im Januar 2024 wurde bekannt, dass an einer Nachfolgeserie zu Die Zauberer vom Waverly Place gearbeitet wird. An dem Projekt sind die ehemaligen Hauptdarsteller Selena Gomez und David Henrie als Executive Producer beteiligt. Letztgenannter wird auch die Hauptrolle übernehmen, während Gomez einen Gastauftritt absolvieren wird. Nach Sichtung der Pilotfolge wurde im März 2024 eine erste Staffel geordert. Die Dreharbeiten dazu begannen im April 2024 in Los Angeles.
Im Mai 2024 wurde der Originaltitel von Wizards  in Wizards Beyond Waverly Place geändert.
Eine zweite Staffel wurde im März 2025 bestellt.

## Episodenliste
| Nr. | Deutscher Titel | Originaltitel                         | Erstveröffentlichung (USA) | Deutschsprachige Erstveröffentlichung (D/A/CH) | Regie                 | Drehbuch                                              |
| --- | --------------- | ------------------------------------- | -------------------------- | ---------------------------------------------- | --------------------- | ----------------------------------------------------- |
| 1   | —               | Everything is Not What It Seems       | 29. Okt. 2024              | —                                              | Andy Fickman          | Jed Elinoff & Scott Thomas                            |
| 2   | —               | Mortal Vibes Only                     | 29. Okt. 2024              | —                                              | Jody Margolin Hahn    | Jed Elinoff & Scott Thomas                            |
| 3   | —               | Saved by the Spell                    | 30. Okt. 2024              | —                                              | Andy Fickman          | Jed Elinoff & Scott Thomas                            |
| 4   | —               | Something Wizard This Way Comes       | 30. Okt. 2024              | —                                              | Bob Koherr            | Jed Elinoff & Scott Thomas                            |
| 5   | —               | Wizards Just Wand to Have Fun         | 8. Nov. 2024               | —                                              | Victor Gonzalez       | Brittany Assaly & Danielle Calvert                    |
| 6   | —               | The Legend of Creepy Follows          | 8. Nov. 2024               | —                                              | Andy Fickman          | Rick Williams                                         |
| 7   | —               | We're Gonna Need a Bigger Float       | 15. Nov. 2024              | —                                              | Andy Fickman          | Robin M. Henry                                        |
| 8   | —               | You Can't Handle the Tooth            | 15. Nov. 2024              | —                                              | Victor Gonzalez       | Sandra Oyeneyin                                       |
| 9   | —               | Wiz-Taken Identity                    | 22. Nov. 2024              | —                                              | Lynda Tarryk          | Jorge Thomson                                         |
| 10  | —               | Ain't Gnome Party Like a Wizard Party | 22. Nov. 2024              | —                                              | Raven-Symoné          | Brett Maier                                           |
| 11  | —               | Potions Eleven                        | 17. Jan. 2025              | —                                              | Danielle Fishel       | Emily Orr & Ali Peikin                                |
| 12  | —               | Battle of the Wands                   | 17. Jan. 2025              | —                                              | Robbie Countryman     | Brittany Assaly & Danielle Calvert                    |
| 13  | —               | There's Something About the Russos    | 24. Jan. 2025              | —                                              | Leonard R. Garner Jr. | Molly Haldeman                                        |
| 14  | —               | Ready Player Wand                     | 24. Jan. 2025              | —                                              | Danielle Fishel       | Emily Orr & Ali Peikin                                |
| 15  | —               | Quest Birthday Ever!                  | 31. Jan. 2025              | —                                              | Bob Koherr            | Brett Maier & Jorge Thomson                           |
| 16  | —               | While You Were Sleepcasting           | 31. Jan. 2025              | —                                              | Robbie Countryman     | Chloe Mathieu & Rick Williams                         |
| 17  | —               | Abraca-Disaster!                      | 7. Feb. 2025               | —                                              | Jody Margolin Hahn    | Aaron Mervis & Robin M. Henry                         |
| 18  | —               | Hit Me With Your Best Bot             | 7. Feb. 2025               | —                                              | Victor Gonzalez       | Molly Haldeman und Brittany Assaly & Danielle Calvert |
| 19  | —               | Raiders of the Locked Archive         | 14. Feb. 2025              | —                                              | Jody Margolin Hahn    | Robin M. Henry and Rick Williams                      |
| 20  | —               | When You Wish Upon A Squonk           | 21. Feb. 2025              | —                                              | Jody Margolin Hahn    | Jed Elinoff & Scott Thomas                            |
| 21  | —               | Nigh is Now!                          | 28. Feb. 2025              | —                                              | Andy Fickman          | Jed Elinoff & Scott Thomas                            |